# Frednowy
Frednowy – wieś w Polsce położona w województwie warmińsko-mazurskim, w powiecie iławskim, w gminie Iława. Wieś zlokalizowana jest nieopodal drogi krajowej nr 16 (Dolna Grupa – Ogrodniki).
W latach 1975–1998 miejscowość administracyjnie należała do województwa olsztyńskiego.
Wieś założona w latach 1316–1326.
Kościół barokowy z lat 1754–1768 o skromnych elewacjach, z dobudowaną od południa w 1928 neobarokową wieżą, wewnątrz rokokowy ołtarz i ambona. 16 czerwca 2019 iglica wieży kościoła została uderzona przez piorun i runęła na dach świątyni.
We wsi działa ośrodek hodowli indyków należący do Indykpolu.